# World Inequality Database
La World Inequality Database (en français : la Base de données sur les inégalités mondiales) ou WID.world est une banque de données en ligne sur l'évolution historique de la répartition mondiale des richesses, ayant pour principal objectif de « proposer un accès ouvert et pratique à la plus vaste base de données actuellement disponible sur l’évolution historique de la répartition mondiale des richesses, à la fois au sein d’un pays donné et entre les pays ».
WID.world comprend à présent des données macroéconomiques pour une centaine de pays, et des données macroéconomiques et sur les inégalités pour plus de 80 pays, principalement à partir de 1980 à 2016, mais avec des données plus anciennes pour certains pays. La base de données est produite par un réseau de chercheurs en économie coordonné par Lucas Chancel, Facundo Alvaredo, Thomas Piketty, Emmanuel Saez et Gabriel Zucman.
Les deux best-sellers de l’économiste français Thomas Piketty, Le Capital au XXIe siècle et Capital et idéologie, s’appuient en grande partie sur les données issues de ce projet,.
À présent, le site est disponible en anglais, français, espagnol, chinois et hindi.

## Organisation
Le projet est coordonné par le World Inequality Lab (en français : Laboratoire sur les Inégalités Mondiales), et repose sur le travail d’une centaine de chercheurs issus de 80 pays. Son comité exécutif est composé de cinq co-directeurs, également membres du comité exécutif du Laboratoire sur les Inégalités Mondiales : Thomas Piketty, Facundo Alvaredo, Lucas Chancel, Emmanuel Saez et Gabriel Zucman.  Les missions de ce laboratoire sont l'actualisation de la base de données sur les inégalités mondiales, la production d'analyses sur les dynamiques mondiales des inégalités et la diffusion dans le débat public.

## Création et historique
En dépit d’une longue tradition de comptabilité de la richesse qui date du XVIIIe   au   XIXe siècle, aucune mesure standardisée et annuelle de la croissance n’a pu s’imposer avant les années 1940, lorsqu’une série de méthodes développées par des économistes comme John Maynard Keynes, Simon Kuznets et Colin Clark pour mesurer le revenu national ont été reprises par l’ONU,.
Le projet WID.world s’inscrit ainsi dans le cadre d’un regain d’intérêt, à partir des années 2000, pour l’histoire des inégalités en matière de revenus et de patrimoines, à l’instar des travaux menés par Simon Kuznets dans son livre Shares of Upper Income Groups in Income and Savings et d’Anthony B. Atkinson et Alan Harrison dans l'ouvrage Distribution of Personal Wealth in Britain qui proposent « l’utilisation de données fiscales pour mesurer les inégalités de manière systématique, sur le long terme et en représentant l’évolution au sommet ». Ce renouveau a ensuite engendré, notamment parmi les membres du comité exécutif de WID.world, une littérature scientifique basée sur des séries historiques examinant l’évolution de la part des hauts revenus dans le revenu national dans plusieurs pays, y compris l'ouvrage Les hauts revenus en France au XXe siècle. Inégalités et redistributions, 1901-1998 écrit par Thomas Piketty.

### 2011: LaWorld Top Incomes Database
Le projet a commencé par la construction de séries historiques de parts de revenus supérieurs pour la France, les États-Unis et le Royaume-Uni, puis s'est étendu à plusieurs pays. La première version du projet a été dévoilée en janvier 2011 par Anthony B. Atkinson et Thomas Piketty sous le nom de World Top Incomes Database (WTID). Le but du projet était de fournir un accès à la fois ouvert et pratique à l’ensemble des séries existantes sur les inégalités de revenus pour plus de trente pays, en couvrant la quasi-totalité du XXe et du début du XXIe siècles. Ces séries permettait de comparer sur de longues périodes et dans de nombreux pays la proportion du revenu national dont disposent les groupes aux revenus les plus élevés.

Selon le site WID.world :

« La principale innovation fut de combiner de manière systématique les données fiscales, les données issues d’enquêtes et les données des comptes nationaux. Cela nous a permis de calculer des séries relatives à la part des hauts revenus à la fois plus longues et plus fiables que les bases de données précédentes sur les inégalités (qui jusqu’ici se basaient principalement sur des données auto-déclarées dans les enquêtes, d’où des biais de sous-évaluation des plus hauts revenus et une profondeur temporelle limitée). »

### 2015: LaWorld Wealth and Income Database
Le premier WID de 2013, qui a été placé dans un référentiel open source en septembre 2013, a été compilé par Facundo Alvaredo, Anthony B. Atkinson, Thomas Piketty, Emmanuel Saez et Gabriel Zucman,.
En décembre 2015, la WTID a pris le nom de la World Wealth and Income Database (WID). En 2015, le WID a fourni des séries de données sur la répartition des revenus et de la richesse dans 33 pays, principalement des Amériques et de l'Europe. À cette époque, l'intention était d'« inclure des séries de données pour quarante pays supplémentaires ». En dehors des séries de la WTID relatives aux hauts revenus, la première version de la WID contenait un ensemble de séries macroéconomiques historiques portant sur l’évolution du rapport capital -revenu et de la structure du capital national et du revenu national, et qui ont été présentées dans un nombre de travaux publiés par Thomas Piketty et Gabriel Zucman, y compris dans l’ouvrage Le Capital au XXIe siècle, qui propose une synthèse historique sur la base de ces séries,
De 2016 à 2017, dans le cadre d'un Centers for equitable growth de 2015, Piketty, Saez et Zucman ont étudié les comptes nationaux de distribution (DINA) pour les États-Unis. « DINA sont définis comme des statistiques de distribution du revenu et de la richesse avant et après impôt, conformes aux comptes nationaux des revenus et des produits et aux flux de fonds des États-Unis. »,,,.
Le but était d’élargir la portée de la base de données, en mettant l’accent non seulement sur les revenus mais aussi sur les patrimoines.

### 2017:La World Inequality Database
Une nouvelle version du site WID.world, désormais nommé World Inequality Database, est publiée en janvier 2017 afin de « toucher un public plus large ». La nouvelle plate-forme propose une couverture plus étendue des données, de meilleurs outils de visualisation et davantage d’interactivité. Cette mise à jour permet aux utilisateurs de visualiser sous forme de carte ou de graphique chronologique toute une série d'indicateurs de revenu, de capital, d'inégalités de revenu et de capital, au niveau mondial, par région du monde ou par pays.
À la suite de la publication du livre Le Capital au XXIe siècle, le projet a élargi sa portée dans trois directions différentes. Premièrement, le projet vise à s’étendre au-delà̀ des pays riches et à couvrir davantage de périodes et de zones géographiques à la suite de la publication des informations fiscales dans un certain nombre d'économies émergentes, notamment en Chine, au Brésil, en Inde, au Mexique et en Afrique du Sud. Deuxièmement, WID.world prévoit de fournir davantage d’informations concernant les ratios patrimoines-revenus et la répartition des patrimoines, et non plus uniquement concernant les revenus. Troisièmement, le projet vise à couvrir l'ensemble de la distribution des revenus et des richesses, des échelons les plus bas aux plus élevés, et non plus uniquement concernant les échelons à revenus élevés.

### 2018 - 2021 - Publications
Les résultats de ce travail de recherche ont été présentés dans un World Inequality Report (en français : Rapport sur les inégalités mondiales), publié en français également aux éditions du Seuil en 2018. Ce rapport retrace l'évolution historique des inégalités de revenu et de patrimoine dans le monde depuis 1980 et a été présenté dans le cadre de la première conférence WID.world, qui a eu lieu le 14 -15 décembre 2017 à Paris.
Le Rapport sur les inégalités mondiales - 2022 a été mis en ligne en anglais le 7 décembre 2021. Il a été publié en français en avril 2022 aux éditions du Seuil

## Finalité et objectifs
L’objectif principal du projet est de développer une méthodologie de calcul des richesses pour l’ensemble des pays du monde, basée sur le concept de Comptes Nationaux Distributifs (en anglais : Distributional National Accounts, DINA). Les auteurs définissent les séries DINA comme étant des estimations de la répartition des revenus et des patrimoines au niveau annuel qui montrent « l’évolution, sur la durée et selon le pays, des différents centiles de la répartition, du plus faible au plus élevé, en utilisant des concepts de revenu et de richesse pertinents au niveau socio-économique et susceptibles d’être comparés entre différents pays, de façon cohérente avec les comptes macro-économiques ».
Un deuxième objectif est « d’exposer aussi clairement que possible ce que nous savons et ce que nous ignorons » et de réconcilier les différentes sources de données afin de « contribuer à instaurer un débat public mieux informé » en les rendant libres d'accès, téléchargeables et reproductibles.
Dans un effort visant à réduire le manque de transparence en matière d’inégalité des revenus et de richesses, un troisième objectif du projet est de « mettre la pression sur les gouvernements et les organisations internationales » afin de les inciter à publier « un plus grand volume de données brutes relatives aux revenus et aux patrimoines et des statistiques fiscales accessibles au public ».
Dans un article paru dans le journal suisse Le Temps, Thomas Piketty affirmait, à propos du projet WID.world, que « Nous voulons la plus grande transparence. Nous intégrerons le maximum de données. Nous voulons expliciter le plus possible. Nous ne sommes pas des économistes redresseurs de torts. Nous voulons au contraire désenclaver l’étude de la pauvreté et de l’accumulation des richesses ».

## Méthodologie et données
Les données de la WID font usage des mesures standardisées dans le temps qui sont élaborées à partir d’une variété de sources, y compris des données sur les revenus et patrimoines issus des comptabilités nationales, données fiscales sur l’impôt, successions, patrimoines ainsi que les classements de la richesse fournis par les listes de riches compilées par la presse, à l’instar de 'la liste des milliardaires du monde' publiée par le magazine économique américain Forbes.
Les données sont libres d'accès, téléchargeables et reproductibles. Le site offre également un logiciel gpinter (d’après generalised Pareto interpolations) qui permet aux utilisateurs de manipuler les données, soit directement sur le site, soit en les téléchargeant en format R-package. Elles sont aussi disponibles sur la plateforme Github.
Au début, les méthodes utilisées dans les séries WTID s'appuyaient sur les travaux de Simon Kuznets et utilisaient des données relatives à l'impôt sur le revenu, les comptes nationaux et les techniques d'interpolation de Pareto afin d'estimer la part du revenu total allant aux groupes de revenus les plus riches. Ces méthodes présentaient deux limitations majeures : d’une part, les unités d'observation utilisées n’étaient pas totalement homogènes dans le temps et entre les pays. D’autre part, l'attention s'est surtout portée sur le décile supérieur de revenu, plutôt que sur la distribution complète du revenu et de la richesse.
Pour contourner ce problème, les séries DINA visent à être totalement uniformes dans toutes ces dimensions afin de fournir des mesures plus détaillées et plus complètes de l'inégalité. Dans les séries DINA, l'inégalité est mesurée à l'aide d'unités d'observation homogènes, et le revenu indiqué dans les déclarations fiscales est systématiquement corrigé et mis à jour afin de les harmoniser avec les comptes nationaux pour chaque catégorie de revenu, en utilisant diverses sources, méthodes d'imputation et techniques pour aligner les micros données et les macro données.

## Critiques
Dans un critique du livre Le Capital au XXIe siècle paru en mai 2014 dans le quotidien économique et financier britannique Financial Times, le journaliste économique Chris Giles a affirmé que les données utilisées par Thomas Piketty dans son livre - et qui sont à la base de la WID – contenaient des erreurs de transcription et des entrées « inexpliquées » dans les feuilles de calcul qui auraient « faussé les conclusions » du livre. Dans un autre article plus détaillé, Giles a décrit les erreurs de données qu’il estimait avoir trouvées dans le chapitre 10 (traitant de l'inégalité de la propriété du capital) et à la suite desquelles, selon lui, deux des principales conclusions du livre - que l'inégalité des richesses a commencé à augmenter au cours des 30 dernières années et que les États-Unis ont manifestement une distribution des richesses plus inégale que l'Europe - ne « semblaient plus tenir ». Thomas Piketty a répondu à ces critiques, en soutenant que la plupart des points soulevés par Giles n'étaient pas « particulièrement constructives » (et la plupart étaient en fait expliquées dans des notes de bas de page) et que les corrections proposées étaient « pour la plupart relativement mineures », et n’avaient aucun impact sur la conclusion globale du livre. Il a ajouté que les corrections plus substantielles proposées dans l’article étaient basées sur des choix méthodologiques « pour le moins discutables », telles les données provenant d'enquêtes sur la richesse autodéclarées (self-reported wealth survey data) qui, selon Piketty, sous-estiment l'inégalité des richesses.
Dans un article critique paru dans le journal bimensuel Development and Change, l’économiste James K. Galbraith fait une analyse du Rapport sur les inégalités mondiales 2018 - qui repose sur les données publiées sur WID.world – et met en doute les affirmations des auteurs selon lesquelles ils auraient réalisé des « progrès majeurs » dans l'étude des inégalités économiques mondiales, en soutenant que bon nombre des conclusions présentées dans le rapport comme étant nouvelles et sans précédent ont en fait été signalées dans la littérature pendant des années, « voire des décennies dans certains cas ». Il affirme également que la WID ne semble pas être en concordance avec d'autres sources réputées de données microéconomiques sur les revenus, comme celles publiées par le Luxembourg Income Study (LIS), l'OCDE, la Commission économique pour l'Amérique latine et les Caraïbes (CEPALC), Eurostat et le projet Estimated Household Income Inequality (EHII) de l’University of Texas Inequality Project (et qui est dirigé par Galbraith lui-même).
Selon une analyse publiée sur le site du think tank libertarien américain Cato Institute, l’approche proposée par le projet WID.world pour mesurer l’inégalité des richesses n’est qu’une « estimation approximative », car, dans le cas des États-Unis, les déclarations de revenus sont une source incomplète de données sur le revenu car elles ne comprennent aucune donnée sur le patrimoine et ne représentent que 60 % du revenu national. L’article cite d’autres limitations de la méthode, telles que les changements au fil du temps dans les structures familiales et les lois fiscales, parmi d’autres.

## Financement et partenaires
Selon le site WID.world, le projet est financé par des institutions publiques et des organismes à but non lucratif. Il est également ouvert aux contributions des utilisateurs.
WID.world est également associé aux centres de recherche Center for Equitable Growth (Université de Californie à Berkeley) et Commitment to Equity (CEQ) Institute (Université Tulane).